# イエンバイ省
イエンバイ省（イエンバイしょう、ベトナム語：Tỉnh Yên Bái / 省安沛  発音）はベトナムのかつての省。省都はイエンバイ市。西北部に位置する。

## 歴史
1930年2月にグエン・タイ・ホックらベトナム国民党が、イエンバイ蜂起を起こした。
2025年、ラオカイ省に統合された。

## 行政区画
1市1市社7県から構成される。
- イエンバイ市（Yên Bái / 安沛）
- ギアロー市社（Nghĩa Lộ / 義路）
- ルックイエン県（Lục Yên / 陸安）
- ムーカンチャイ県（Mù Cang Chải）
- チャムタウ県（Trạm Tấu / 站奏）
- チャンイエン県（Trấn Yên / 鎮安）
- ヴァンチャン県（Văn Chấn / 文振）
- ヴァンイエン県（Văn Yên / 文安）
- イエンビン県（Yên Bình / 安平）